# 埼玉ご当地ヒーローズ
埼玉ご当地ヒーローズ（さいたまごとうちヒーローズ）は、埼玉県内で活動するローカルヒーローによるユニット。

## 概要
2010年8月19日に結成。同日、上田清司埼玉県知事（当時）から結成時のヒーロー8組に任命書とPR用のぼりを授与され活動を開始した。
結成の由来について、上田知事は「埼玉県民は地元への愛着が薄いという見方があるが、これは悪の帝国の陰謀だ。埼玉を悪く言う陰謀から県民を守る為に結成した」とコメントしている。
県はヒーローズのテーマ曲（作詞・作曲：ancyobiz）やPRグッズを制作し、10月17日に熊谷スポーツ文化公園で開催された「埼玉サイクリングフェスティバル」で初披露した。

## メンバー
- 埼京戦隊ドテレンジャー（戸田市）
- みやしろ戦隊ハナレンジャー（宮代町）
- 稲穂戦隊スイハンジャー（加須市北川辺地区）
- 田園戦士かわじマン（川島町）
- 白き勇者ミルクマン（深谷市を中心とした埼玉県内全般）
- 航空戦士トコロザワン（所沢市）
- 埼玉戦士さいたぁマン（富士見市を中心とした埼玉県内外）
- ローカル戦士センガタン（秩父鉄道沿線）
- 家計お助け戦隊FPレンジャー（さいたま市を中心とした埼玉県内全般）
- 彩光戦士サイセイバー（行田市を中心とした埼玉県内全般）
- 坂東武人 武蔵

## アンチヒーロー同盟
ご当地ヒーローズに対抗する組織として、「アンチヒーロー同盟」がある。ご当地ヒーローズ結成式には、その先陣として「ヘダラー軍団」が出現した。宇宙の彼方から飛来し、航空戦士トコロザワンとは日夜戦いを繰り広げている。結成式に出席したコバトンを人質にしたが、ヒーローズの合体逆転技の前にあっけなく敗れ去っている。なお「ヘダラー」とは、所沢市周辺の方言で「くだらない」を意味する「へだら」から由来しており、軍団率いる総統の名前でもある。
その後、「埼玉サイクリングフェスティバル」でのステージでは、第二の刺客として埼京戦隊ドテレンジャーと戦う「イランダー」と田園戦士かわじマンと戦う「トカイ帝國」が出現して、トカイスキー大佐が「イランダーと同盟を結んだ」と言ってヒーローズに戦いを挑んだが、再びヒーローズの合体逆転技の前に敗れ去った。そして、10月24日にさいたま新都心で開催された「埼玉から世界へ 国際フェア2010」でのステージにて、トカイスキー大佐は「アンチヒーロー同盟」の結成を明らかにした。その理由は、「ヒーローズと敵対する組織で連絡をとり合って、互いの利害関係は一時棚上げにして手を組むことにした」と言う。だが、三度ヒーローズの合体逆転技の前に敗れ去っている。
アンチヒーロー同盟に参加したのは、以下の組織である。
- イランダー（埼京戦隊ドテレンジャー）
- 雑草軍団（みやしろ戦隊ハナレンジャー）
- カメムシ軍団（稲穂戦隊スイハンジャー）
- トカイ帝國（田園戦士かわじマン）
- ワルスギー（白き勇者ミルクマン）
- ヘダラー軍団（航空戦士トコロザワン）
- アクダーマ（埼玉戦士さいたぁマン）
- カピパラ男（ローカル戦士センガタン）
- 不景鬼軍団（家計お助け戦隊FPレンジャー）
- DP（ダークプリズン）大帝国（彩光戦士サイセイバー）